# Безуни
Безуни — нежилая деревня в Боровичском муниципальном районе Новгородской области, относится к Волокскому сельскому поселению.

## География
Деревня находится юго-западу от административного центра поселения — деревни Волок, на правом берегу реки Мста, в излучине.

## История
На момент образования Волокского сельского Совета в 1918 году деревне Безуни проживали 157 жителей, тогда деревня относилась к Волокской волости Боровичского уезда Новгородской губернии. Затем, с августа 1927 года, деревня в составе Волокского сельсовета новообразованного Боровичского района новообразованного Боровичского округа в составе переименованной из Северо-Западной в Ленинградскую области. По постановлению ЦИК и СНК СССР от 23 июля 1930 года Боровичский округ был упразднён, а район перешёл в прямое подчинение Леноблисполкому. Население деревни Безуни в 1940 году было 194 человека В 1942 году жители деревни Безуни работали в колхозе имени Молотова. Указом Президиума Верховного Совета СССР от 5 июля 1944 года была образована Новгородская область и Боровичский район вошёл в её состав.
Во время неудавшейся всесоюзной реформы по делению на сельские и промышленные районы и парторганизации, в соответствии с решениями ноябрьского (1962 года) пленума ЦК КПСС «о перестройке партийного руководства народным хозяйством» с 10 декабря 1962 года и сельсовет и деревня вошли в крупный Боровичский сельский район, а 1 февраля 1963 года административный Боровичский район был упразднён, но пленум ЦК КПСС, состоявшийся 16 ноября 1964 года, восстановил прежний принцип партийного руководства народным хозяйством, после чего Указом Верховного Совета РСФСР от 12 января 1965 года сельские районы были преобразованы вновь в административные районы и решением Новгородского облисполкома от 12 января 1965 года и Волокский сельсовет и деревня вновь в Боровичском районе.
После прекращения деятельности Волокского сельского Совета в начале 1990-х стала действовать Администрация Волокского сельсовета, которая была упразднена с 1 января 2006 года на основании постановления Администрации города Боровичи и Боровичского района от 18 октября 2005 года и деревня Безуни, по результатам муниципальной реформы входит в состав муниципального образования — Волокское сельское поселение Боровичского муниципального района (местное самоуправление), по административно-территориальному устройству подчинена администрации Волокского сельского поселения Боровичского района.

## Население
| 1989 | 2002 | 2006 | 2008 | 2009 | 2010 |
| ---- | ---- | ---- | ---- | ---- | ---- |
| 0    | ↗1   | ↘0   | →0   | →0   | →0   |

По переписи населения 2002 года, в деревне Безуни проживал 1 человек (русский)
Перспективы
Согласно генерального плана Волокского сельского поселения, предполагается развитие деревни Безуни за счёт миграционного притока населения из-за пределов Боровичского района, которое по мнению администрации поселения, обусловлено уникальными природными условиями территории: расположение в излучине реки Мста, близость к административному центру района и поселения, а также и к транспортным магистралям: автодорогам (Боровичи — Любытино, Боровичи — Хвойная) и железной дороге. Миграционный приток жителей в деревню Безуни оценивается администрацией Волокского сельского поселения в 80-100 человек, причём площадь территории деревни по плану должна увеличиться на 15,8 га.